# Euphausia pacifica
Il krill del Pacifico (Euphausia pacifica (Hansen, 1911)) è un crostaceo appartenente alla famiglia Euphausiidae diffuso nelle acque del nord Pacifico a profondità comprese tra 0 e 1000 m. Mediamente raggiunge una lunghezza compresa tra 11 e 25 mm. Questa specie è intensamente pescata nelle acque appartenenti al Giappone, la sua cattura in Giappone è stata limitata ad un massimo di 70.000 t da regolamenti del governo giapponese. Il krill del pacifico è pescato, anche se in minor scala, in Columbia Britannica. Questa specie è un'importante parte della dieta di balene, pesci e uccelli marini.